# Sept-Îles

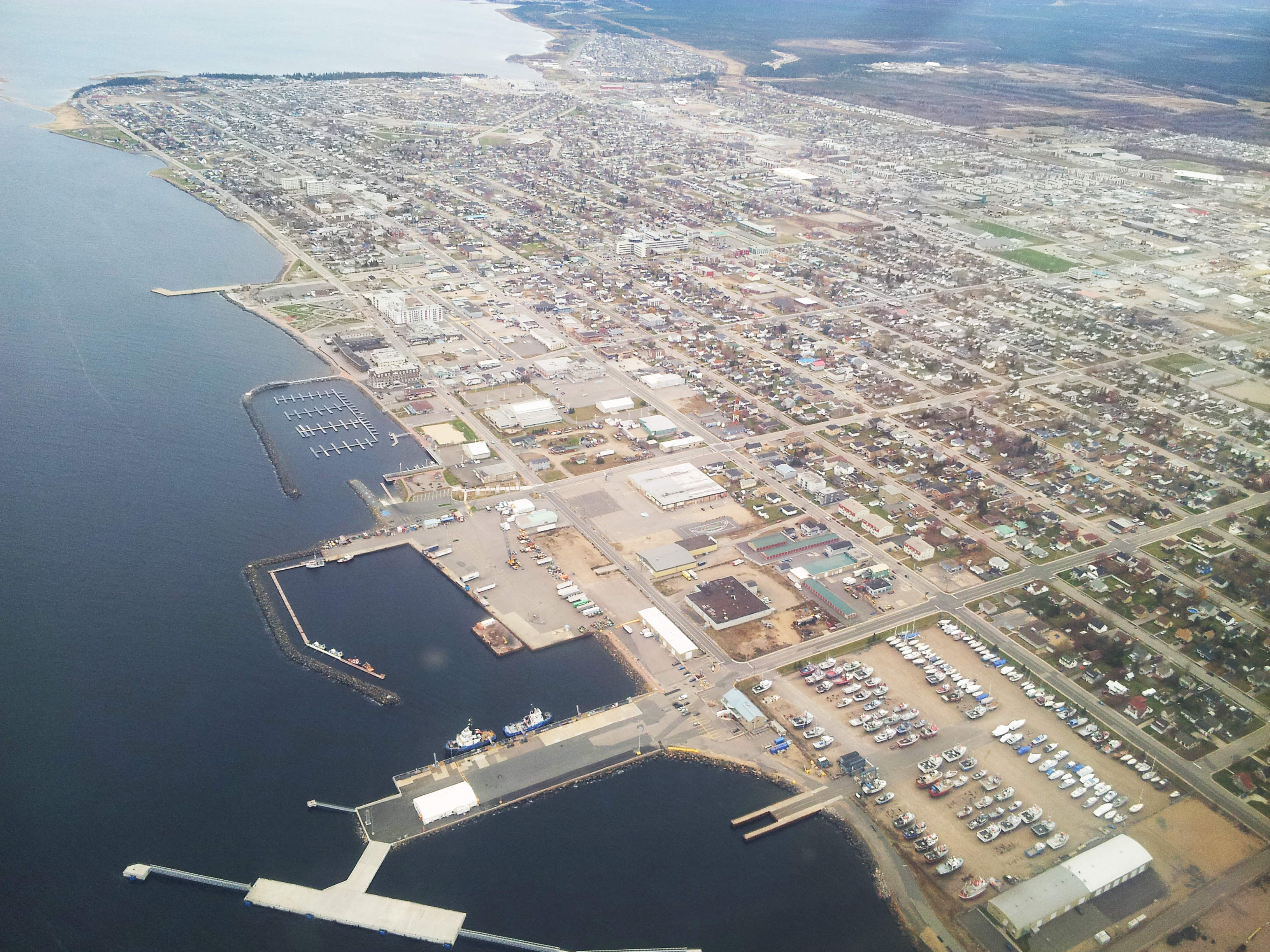
cidade vista de cima

Sept-Îles é uma cidade do Canadá, província de Quebec. Sua população é de aproximadamente 27 mil habitantes.